# Bring 'Em Back Alive
Bring 'Em Back Alive é um filme estadunidense de 1932 do gênero documentário, dirigido por Clyde E. Elliott, estrelado e narrado pelo caçador e colecionador de animais selvagens Frank Buck. Filmado nas selvas da Malásia, o filme é baseado no livro homônimo de Buck (com Edward Anthony, que também aparece), best-seller em 1930.
A resposta do público foi positiva, e a película tornou-se um dos maiores sucessos do ano para a RKO, o que garantiu a Buck luz verde para novas produções do mesmo tipo.
O filme serviu de inspiração para uma série de TV do mesmo nome, exibida entre 1982 e 1983.

## Sinopse
Entre as atrações, são mostradas lutas de um tigre com um leopardo preto, de um crocodilo com uma píton e desta com outro tigre. Episódios assim são intercalados com outros engraçados, como a vã tentativa dos nativos de transportar um filhote de elefante capturado.

## Elenco
| Ator/Atriz | Personagem |
| ---------- | ---------- |
| Frank Buck | Frank Buck |